# Santopadre
Santopadre est une commune de la province de Frosinone dans la région Latium en Italie.

## Géographie
Santopadre se trouve dans la Terre de Labour, une région historique italienne, et dans la vallée Latine. Village constitué d'un centre historique perché sur la plus haute colline il est constitué de contrade où se trouvent l'essentiel des habitants agriculteurs. Comme beaucoup de villages alentour, Santopadre a été un très grand pourvoyeur de candidats à l'émigration (notamment venus dans l'agglomération lyonnaise[réf. nécessaire]).

## Administration
| Période                                  | Période  | Identité                 | Étiquette    | Qualité |
| ---------------------------------------- | -------- | ------------------------ | ------------ | ------- |
| 14 juin 2004                             | En cours | Tonino Di Ruzza Di Ruzza | Lista Civica |         |
| Les données manquantes sont à compléter. |          |                          |              |         |

### Hameaux
Ciaiali, Collepizzuto, Madonna delle Fosse

### Communes limitrophes
Arpino, Casalattico, Colle San Magno, Fontana Liri, Rocca d'Arce, Roccasecca

## Démographie
Habitants recensés